# Torsångs socken
Torsångs socken ligger i Dalarna, ingår sedan 1971 i Borlänge kommun och motsvarar från 2016 Torsångs distrikt.
Socknens areal är 68,90 kvadratkilometer, varav 43,10 land. År 2020 fanns här 2 121 invånare. Tätorten och kyrkbyn Torsång med sockenkyrkan Torsångs kyrka ligger i socknen.  

## Administrativ historik
Torsångs socken har medeltida ursprung. På 1500-talet utbröts Kopparbergs socken efter att den icke-territoriella församlingen Kopparbergs församling utbrutits omkring 1357.
Vid kommunreformen 1862 övergick socknens ansvar för de kyrkliga frågorna till Torsångs församling och för de borgerliga frågorna till Torsångs landskommun. Landskommunen inkorporerades 1952 i Stora Tuna landskommun som 1971 uppgick i Borlänge kommun.
1 januari 2016 inrättades distriktet Torsång, med samma omfattning som församlingen hade 1999/2000.
Socknen har tillhört fögderier, tingslag och domsagor enligt vad som beskrivs i artikeln Dalarna. De indelta soldaterna tillhörde Dalregementet, Gustafs kompani.

## Geografi
Torsångs socken ligger sydväst om Runn och Lillälven som är utflödet ur sjön till Dalälven. Socknen är en odlingsbygd med mindre skogshöjder.
Inom socknen finns även bland annat byarna: Storsten, Kårtylla, Räfstylla, Milsbo, Dalvik, Uvberget, Sunnanö, Viken, Tronsjö och Tylla.

## Fornlämningar
Cirka 30 boplatser från stenåldern och gravrösen är funna, liksom cirka 40 gravhögar från järnåldernn på fyra gravfält. Slagg från lågteknisk järnframställning förekommer rikligt.

## Namnet
Namnet (1288 Thorsanger) kommer från en kult- och tingsplats där kyrkan senare restes. Förleden innehåller gudanamnet Tor, efterleden vång, 'en bys inägor'.

## Befolkningsutveckling
| Befolkningsutvecklingen i Torsångs socken 1750–2020 | Befolkningsutvecklingen i Torsångs socken 1750–2020 | Befolkningsutvecklingen i Torsångs socken 1750–2020 | Befolkningsutvecklingen i Torsångs socken 1750–2020 | Befolkningsutvecklingen i Torsångs socken 1750–2020 |
| --- | --------------------------------------------------- | --------------------------------------------------- | --------------------------------------------------- | --------------------------------------------------- |
| |                                                     |                                                     |                                                     |                                                     |
| År |                                                     |                                                     | Folkmängd                                           |                                                     |
| 1750 | 1750                                                |                                                     | 812                                                 |                                                     |
| 1760 | 1760                                                |                                                     | 911                                                 |                                                     |
| 1769 | 1769                                                |                                                     | 986                                                 |                                                     |
| 1780 | 1780                                                |                                                     | 919                                                 |                                                     |
| 1790 | 1790                                                |                                                     | 927                                                 |                                                     |
| 1800 | 1800                                                |                                                     | 952                                                 |                                                     |
| 1810 | 1810                                                |                                                     | 952                                                 |                                                     |
| 1820 | 1820                                                |                                                     | 975                                                 |                                                     |
| 1830 | 1830                                                |                                                     | 1 003                                               |                                                     |
| 1840 | 1840                                                |                                                     | 997                                                 |                                                     |
| 1850 | 1850                                                |                                                     | 999                                                 |                                                     |
| 1860 | 1860                                                |                                                     | 1 044                                               |                                                     |
| 1870 | 1870                                                |                                                     | 1 108                                               |                                                     |
| 1880 | 1880                                                |                                                     | 1 244                                               |                                                     |
| 1890 | 1890                                                |                                                     | 1 315                                               |                                                     |
| 1900 | 1900                                                |                                                     | 1 321                                               |                                                     |
| 1910 | 1910                                                |                                                     | 1 441                                               |                                                     |
| 1920 | 1920                                                |                                                     | 1 417                                               |                                                     |
| 1930 | 1930                                                |                                                     | 1 326                                               |                                                     |
| 1940 | 1940                                                |                                                     | 1 127                                               |                                                     |
| 1950 | 1950                                                |                                                     | 1 095                                               |                                                     |
| 1960 | 1960                                                |                                                     | 971                                                 |                                                     |
| 1970 | 1970                                                |                                                     | 798                                                 |                                                     |
| 1980 | 1980                                                |                                                     | 1 339                                               |                                                     |
| 1990 | 1990                                                |                                                     | 1 495                                               |                                                     |
| 2010 | 2010                                                |                                                     | 1 858                                               |                                                     |
| 2020 | 2020                                                |                                                     | 2 121                                               |                                                     |
| Anm: Källor: Umeå universitet - Tabellverket 1749-1859, Demografiska databasen, CEDAR, Umeå universitet, Befolkning per församling, Folkmängden per distrikt, landskap, landsdel eller riket efter kön. År 2015 - 2022. |                                                     |                                                     |                                                     |                                                     |